# رافائل ایتان

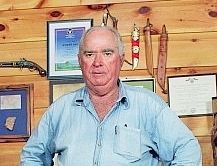
ایتان در سال ۲۰۰۲

رافائل ایتان (در عبری: רפאל איתן) زاده ۱۱ ژانویه ۱۹۲۹ – درگذشته ۲۳ نوامبر ۲۰۰۴) از فرماندهان عالی‌رتبه نیروهای دفاعی اسرائیل (IDF) و یازدهمین فرمانده ستاد کل نیروهای دفاعی اسرائیل (۱۹۷۸–۱۹۸۳) با درجه راو آلوف که بالاترین درجه نظامی در نیروهای دفاعی اسرائیل بود. وی عضو سابق گروه‌های شبه نظامی پالماخ و هگانا بود.
رافائل ایتان در سال ۱۹۲۹ میلادی به دنیا آمد و در سال ۲۰۰۴ میلادی درگذشت.
از جمله حوادث مهمی که در زمان فرماندهی وی در جنگ لبنان روی داد، کشتار صبرا و شتیلا بود که باعث اعتراضات و تظاهرات شدیدی در اسرائیل در محکومیت جنگ شد.

## نگارخانه

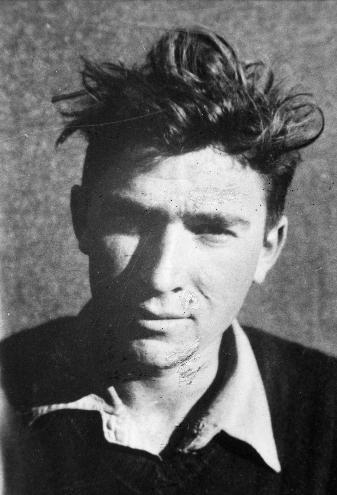
ایتان در سال ۱۹۴۸
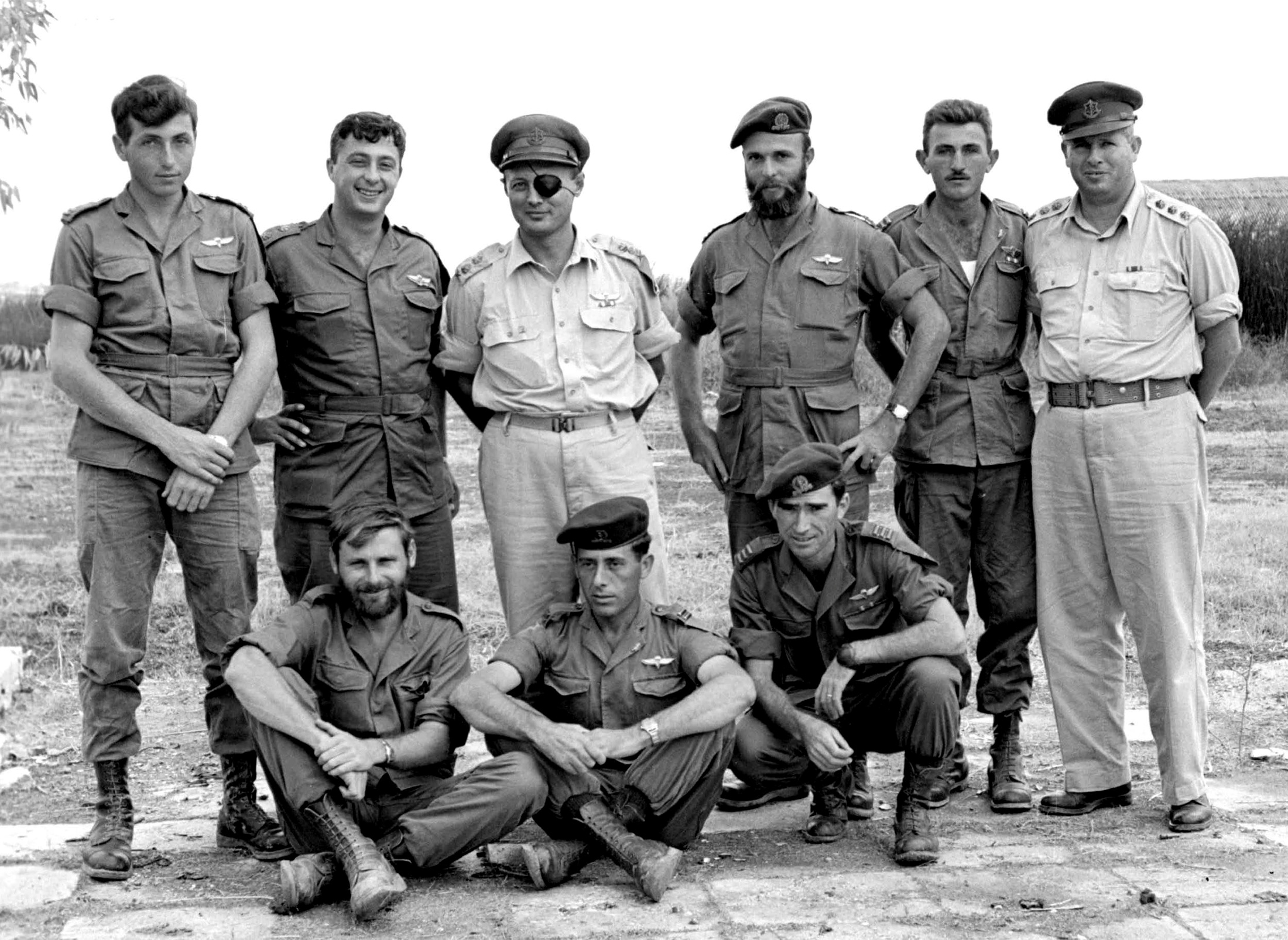
ایتان بهمراه آریل شارون، موشه دایان و تنی چند.

1. ↑  Profile of Rafael Eitan